# 발라라마
발라라마(산스크리트어: बलराम, IAST: Balarāma)는 힌두교의 신으로, 크리슈나의 형이다. 그는 자간나타 전통에서 삼신(三神) 중 한 명으로서 특히 중요하다. 그는 또한 할라다라, 할라유다, 발라데바, 발라바드라, 상카르샤나로도 알려져 있다.
처음 두 개의 비문은 그를 필요할 때 농기구를 무기로 사용하는 신으로, 농업과 농부와의 강한 연관성에서 비롯된 할라(랑갈라, "쟁기")와 연관시키고, 다음 두 개는 그의 힘을 언급한다.
원래 농업 문화의 신이었던 발라라마는 대부분의 전승에서 비슈누의 나가인 셰샤의 화신으로 묘사되지만, 일부 비슈누파 전승에서는 그를 비슈누의 여덟 번째 아바타로 간주하며, 자야데바의 기타고빈다(c.1200)는 발라라마를 비슈누의 10대 다샤바타라 중 아홉 번째 아바타로 간주한다.
발라라마가 인도 문화에서 차지하는 중요성은 고대에 뿌리를 두고 있다. 미술작품에 등장하는 발라라마의 이미지는 일반 시대가 시작된 무렵으로 거슬러 올라가며, 기원전 2세기경의 동전에도 새겨져 있다. 자이나교에서는 발라데바로 알려져 있으며, 역사적으로 중요한 농부와 관련된 신이다.

## 역사

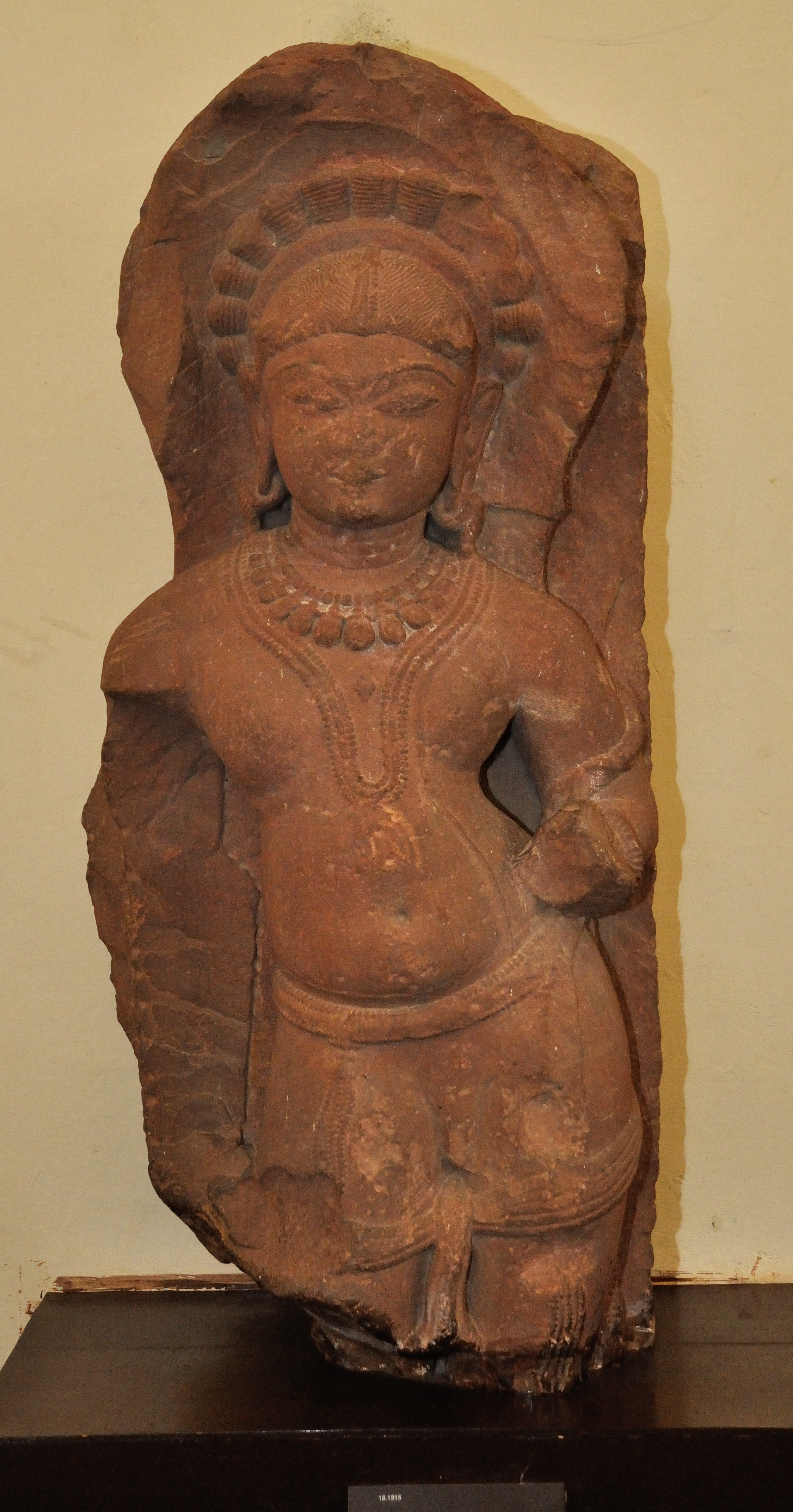
마투라, 중세 인도 (8세기–13세기 CE)의 발라라마.

발라라마는 고대 신으로, 고고학적 및 주화 증거에서 알 수 있듯이 인도 역사의 서사시 시대에 두드러진 신이었다. 그의 도상학은 나가 (머리 여러 달린 뱀), 쟁기 및 물뿌리개와 같은 기타 농기구와 함께 나타나며, 이는 목가적인 농업 문화에서 그의 기원을 나타낼 수 있다.

### 텍스트
발라라마의 서사는 마하바라타, 하리밤샤, 바가바타 푸라나 및 기타 푸라나에서 찾을 수 있다. 그는 상카르샤나, 셰샤, 락슈마나의 신들과 함께 뷰하 아바타라와 동일시된다. 비슈누가 쉬고 있는 반신-뱀인 셰샤의 아바타라로서의 발라라마 전설은 비슈누와의 역할과 연관성을 반영한다. 그러나 발라라마의 신화와 비슈누의 10대 아바타라와의 연관성은 비교적 젊고 베다 이후의 것이며, 이는 베다 경전에는 나타나지 않는다.
발라라마의 전설은 마하바라타의 많은 파르바(책)에 나타난다. 제3권(바나 파르바)은 크리슈나와 그에 대해 발라라마는 비슈누의 아바타라이며, 크리슈나는 모든 아바타라와 존재의 원천이라고 기술한다. 비자야나가라 제국의 일부 예술 작품, 구자라트주의 사원 등에서 발라데바는 붓다 (불교) 또는 아리한트 (자이나교) 이전의 비슈누의 여덟 번째 아바타라이다.
발라라마는 카우틸야의 아르타샤스트라 (기원전 4세기 ~ 2세기)에 언급되며, 허드슨에 따르면 그의 추종자들은 삭발하거나 머리를 땋은 "금욕적인 숭배자들"로 묘사된다.
발라라마는 발라데와로서 11세기 자바어 문헌 카카윈 바라타유다, 즉 마하바라타를 기반으로 한 카카윈 시의 중요한 등장인물이다.

### 고고학, 동전, 예술, 비문
발라라마는 고대에 마투라 지역 브리슈니 영웅들의 지역 숭배와 관련된 강력한 지역 신인 상카르샤나였다. 비슈누의 아바타라 개념은 쿠샨 제국 시대인 3세기에서 2세기 사이에 형성되었다.
기원전 185-170년경의 인도-그리스 왕 아가토클레스 디카이오스에 속하는 동전들은 발라라마의 도상학과 그리스 비문을 보여준다. 발라라마-상카르샤나는 일반적으로 오른손에 가다를 들고 왼손에 쟁기를 들고 서 있는 모습으로 나타난다. 이 동전들의 다른 면에는 소라와 차크라를 들고 있는 바수데바 크리슈나가 있다.

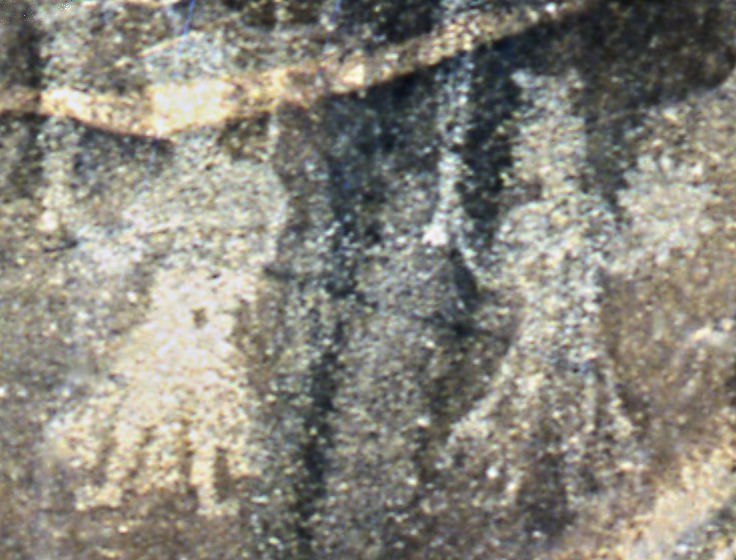
칠라스의 (발라)라마와 크리슈나. 근처의 카로슈티 문자 비문에는 라마 [크리]샤라고 쓰여 있다. 1세기 CE.

아프가니스탄 국경 근처 파키스탄 북서부의 1세기 전반으로 추정되는 칠라스 II 고고학 유적지에는 많은 불교 이미지와 함께 두 남성이 새겨져 있다. 두 남성 중 더 큰 남성은 양손에 쟁기와 곤봉을 들고 있다. 이 예술 작품에는 카로슈티 문자로 된 비문도 있는데, 학자들은 이를 라마-크리슈나로 해독했으며, 두 형제 발라라마와 크리슈나의 고대 묘사로 해석했다. 잔수티 (마투라, 우타르프라데시주)에서 발견된 초기 발라라마 이미지와 투마인 (아쇼크나가르, 마디아프라데시주)에서 발견된 두 이미지는 기원전 2세기/1세기경으로 추정되며, 발라라마가 양손에 할라 (쟁기)와 무살라 (절구공이)를 들고 있는 모습을 보여준다.
이 모든 초기 묘사에서 발라라마-상카르사나는 바수데바-크리슈나보다 상위 위치를 차지하는 것으로 보인다. 아가토클레스 디카이오스의 동전에서 발라라마는 동전의 앞면(그리스어 전설이 있는 면)에 있고, 바수데바-크리슈나는 뒷면(브라흐미 문자 면)에 있다. 칠라스에서는 발라라마가 바수데바-크리슈나보다 키가 크고 덩치가 큰 것으로 묘사된다. 동일한 관계는 브리슈니 영웅들의 위계에서도 볼 수 있다.
일부 인도 고대 예술과 문헌에서 발라라마(상카르샤나)와 크리슈나(바수데바)는 브리슈니의 다섯 영웅(판차비라스) 중 두 명이다. 나머지 세 명은 문헌에 따라 다르다. 일부에서는 "프라듐나, 삼바, 아니루다"이고, 다른 일부에서는 "아나드흐르쉬티, 사라나, 비두라타"이다. 기원후 10년에서 25년 사이로 추정되는 마투라 근처 1세기 모라 우물 비문은 돌 사원에 다섯 브리슈니 영웅의 설치를 언급한다.

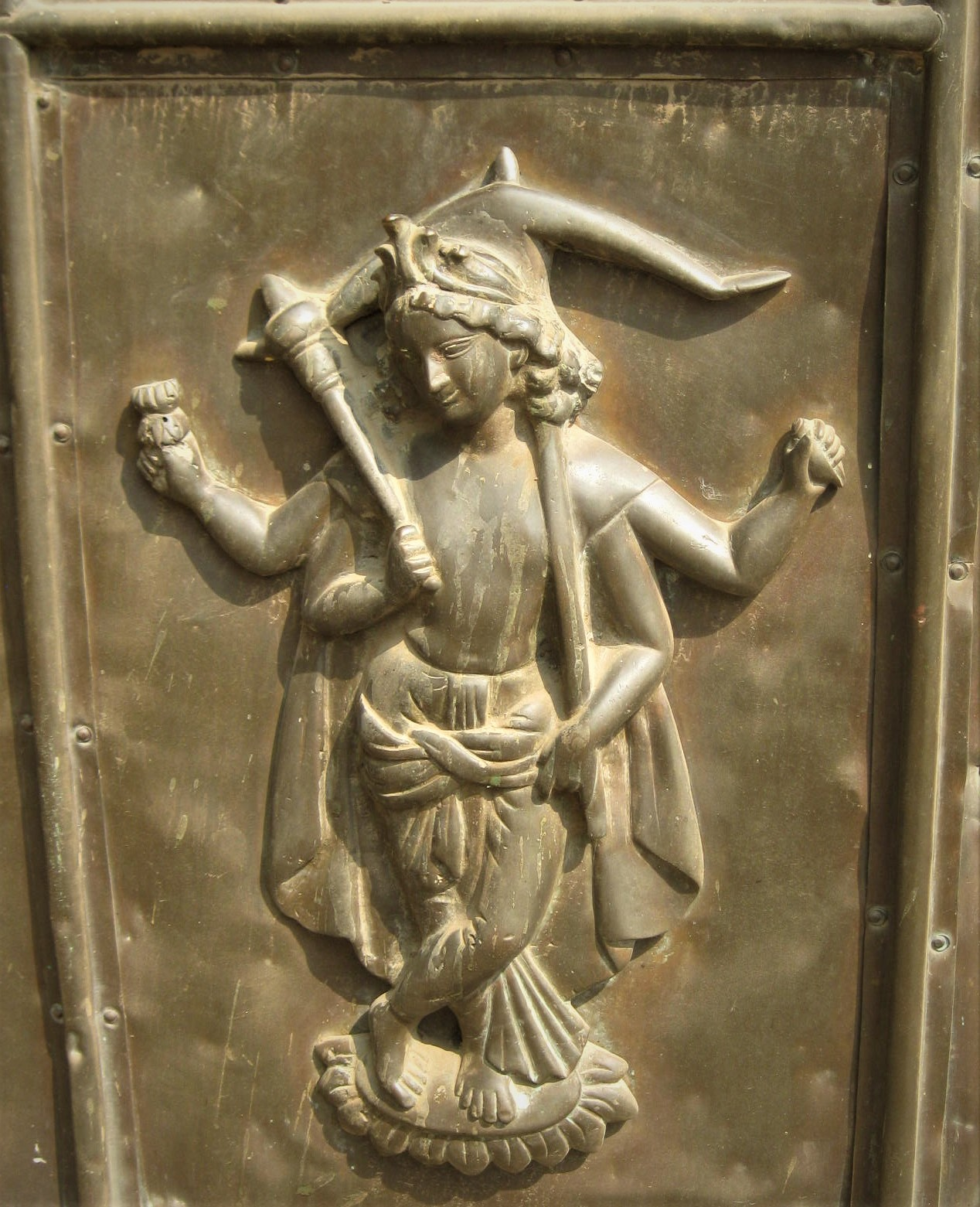
인도 서벵골주 세아솔 라지바리 청동 전차에 새겨진 발라라마 아바타라

발라라마와 관련된 가장 오래된 동남아시아 예술 작품은 캄보디아 하부 메콩강 삼각주 지역의 앙코르 보레이 근처 프놈다 컬렉션에서 발견되었다.

## 전설

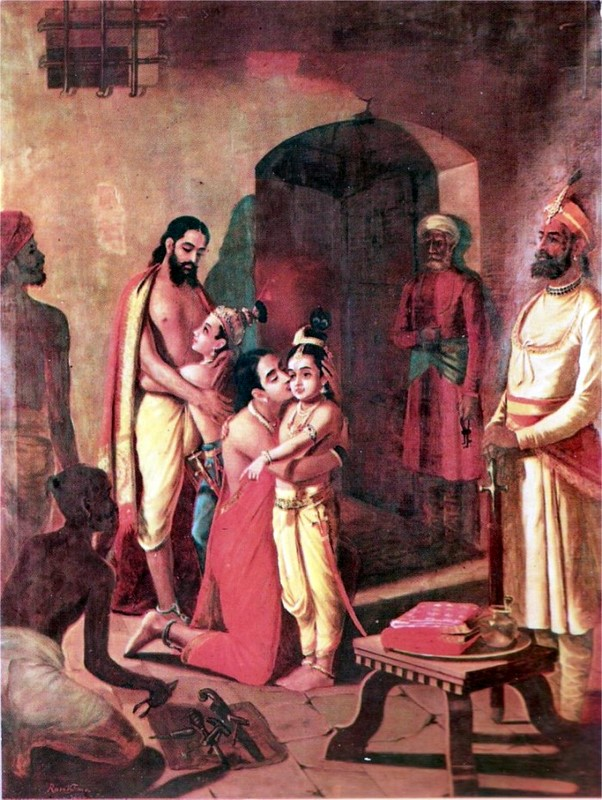
크리슈나와 발라라마가 부모님을 만난다. 19세기 라자 라비 바르마의 그림.

발라라마는 바수데바 아나카둔두비의 아들이었다. 마투라의 폭군인 사악한 왕 캄사는 그의 사촌 데바키의 여덟 번째 아이의 손에 죽을 것이라는 예언 때문에 그녀의 아이들을 죽이려 했다. 하리밤샤는 캄사가 투옥된 데바키의 첫 여섯 아이를 돌 바닥에 내리쳐 살해했다고 기술한다. 힌두 전설에 따르면 발라라마가 잉태되었을 때 비슈누가 개입하여 그의 태아가 데바키의 자궁에서 바수데바의 첫 번째 아내인 로히니의 자궁으로 옮겨졌다. 일부 문헌에서는 이 이송 때문에 발라라마에게 상카르샤나 (끌려간 자)라는 별명이 붙었다. 발라라마는 어린 동생 크리슈나와 함께 양부모인 소치기 우두머리 난다와 그의 아내 야쇼다의 집에서 자랐다. 바가바타 푸라나 10장은 다음과 같이 묘사한다:
"데바키의 자궁에는 배아의 형태로 나 자신의 현현인 셰샤(뱀신)가 존재한다. 그것을 꺼내 로히니의 자궁에 넣어라."— 바가바타 푸라나 10.2.8, Gita Press Translation, C. L. Goswami, M. A Shastri

그는 라마로 이름 지어졌지만, 그의 엄청난 힘 때문에 발라라마, 발라데바 또는 발라바드라라고 불렸는데, 이는 강한 라마를 의미한다. 그는 샤라바나 푸르니마에 태어났는데, 이는 락샤 반단 축제와 겹친다.

### 어린 시절과 결혼

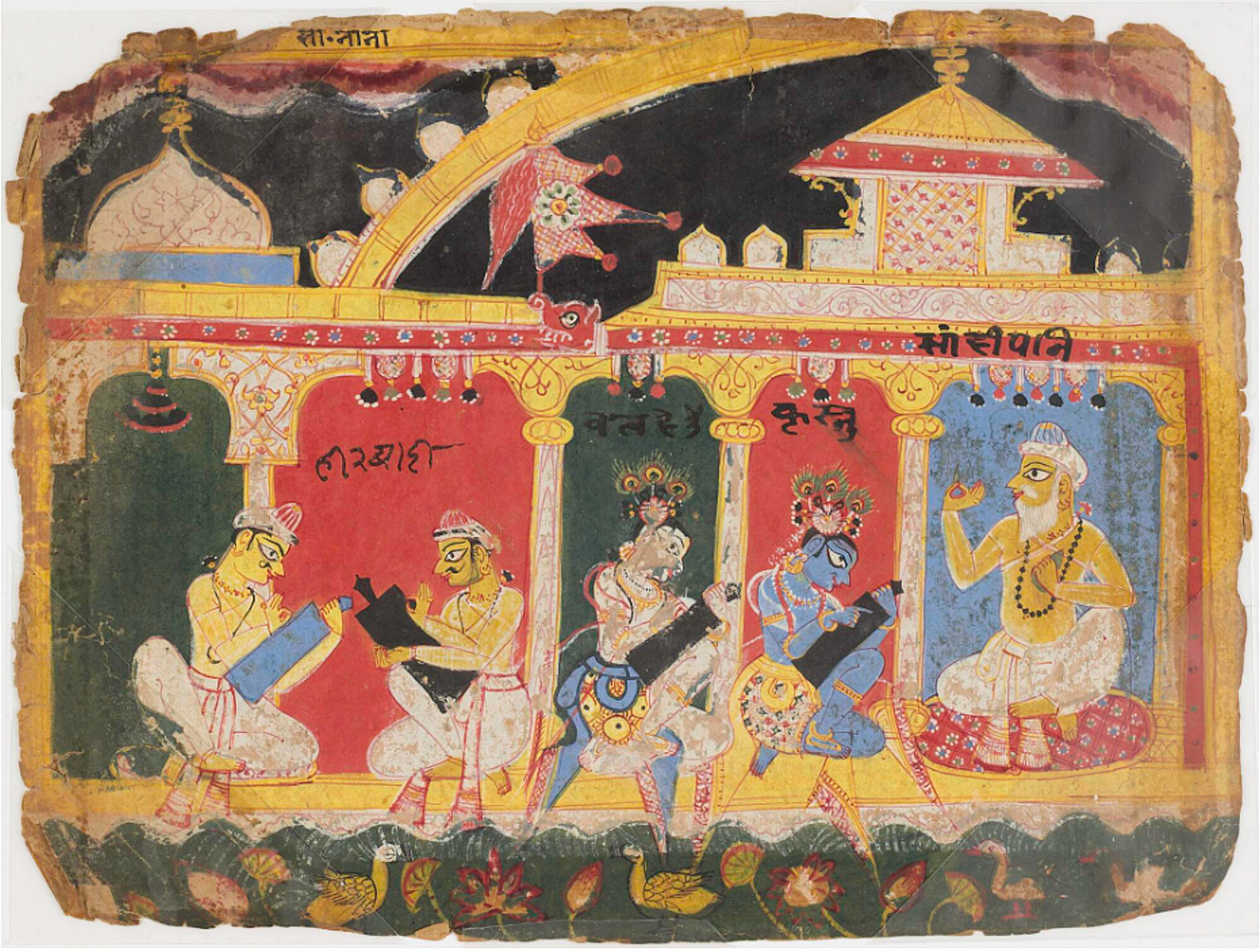
크리슈나와 발라라마가 브라만 산디파니와 함께 공부한다 (바가바타 푸라나, 1525-1550년 인쇄물).

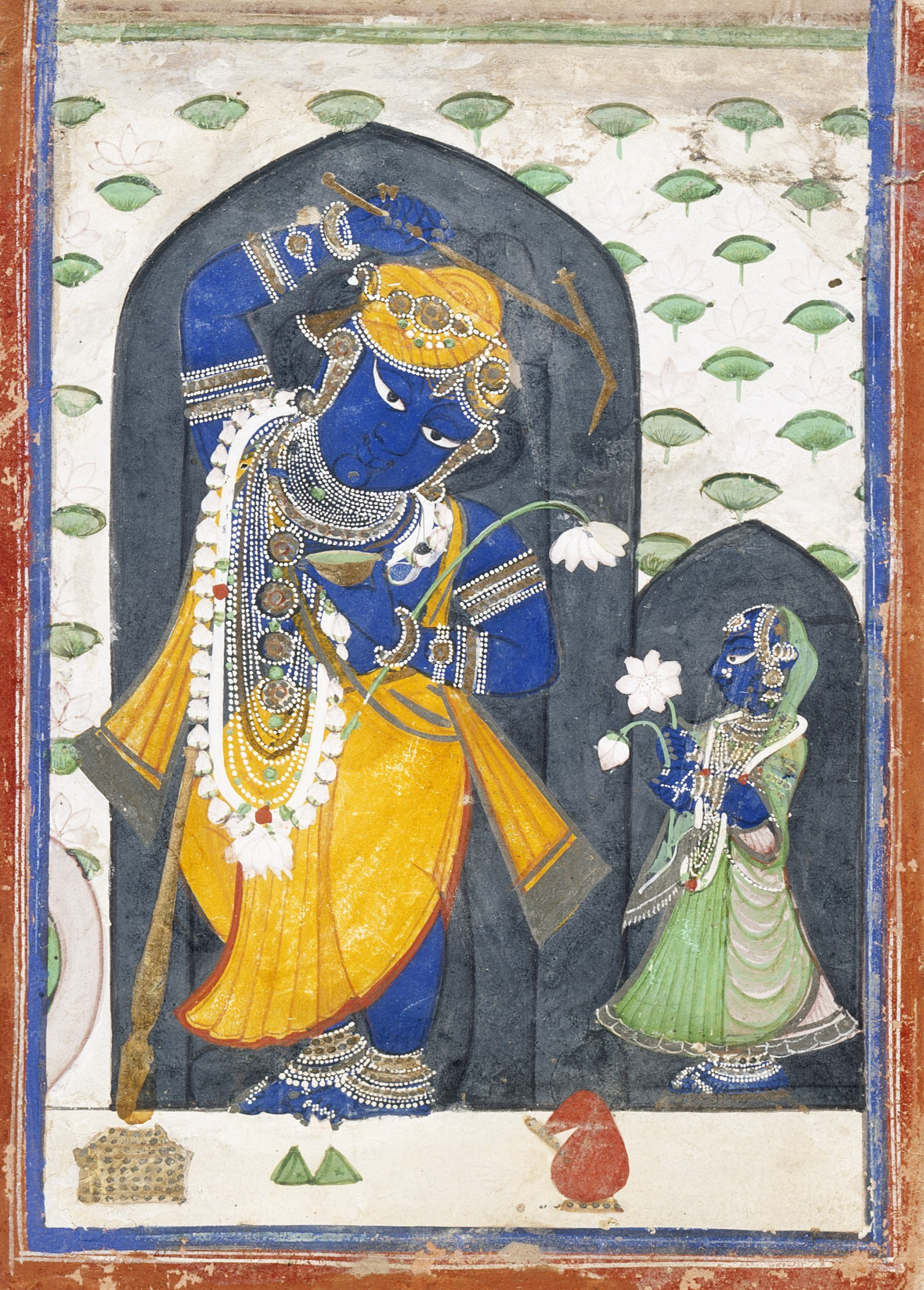
배우자 레바티(오른쪽)와 함께 있는 발라라마, 나트드와라 그림.

어느 날 난다는 자신의 사제인 가르가무니 현자에게 갓 태어난 크리슈나와 발라라마의 이름을 지어달라고 요청했다. 가르가가 도착하자 난다는 그를 잘 대접하고 작명식을 요청했다. 가르가무니는 난다에게 캄사가 데바키의 아들을 찾고 있으며, 만약 그가 호화롭게 의식을 치르면 캄사의 주의를 끌게 될 것이라고 상기시켰다. 따라서 난다는 가르가에게 몰래 의식을 치러달라고 요청했고 가르가는 그렇게 했다.
자신의 탁월함으로 친척들을 기쁘게 한 로히니의 이 아들은 실제로 라마(사람들을 기쁘게 하는 자)로 불릴 것이다. 그리고 그의 힘의 우월성 때문에 사람들은 그를 발라(힘 자체)로 기억할 것이다. (아니,) 야두족(즉, 당신들과 바수데바 등) 사이에서 어떤 구별도 두지 않기 때문에 사람들은 그를 상카르샤나(통일자)로도 인식할 것이다.— 바가바타 푸라나 10.8.12, 기타 프레스 번역, C. L. 고스와미, M. A 샤스트리

때때로 그는 놀이에 지쳐 소치기 소년의 베개 같은 무릎에 머리를 얹고 누워있는 발라라마(그의 형)의 발과 다른 곳을 주물러 주며 직접 그를 쉬게 했다.— 바가바타 푸라나 10.15.14, 기타 프레스 번역, C. L. 고스와미, M. A 샤스트리

발라라마는 동생 크리슈나와 함께 소치기 목동으로 어린 시절을 보냈다. 그는 캄사가 보낸 아수라인 드헤누카를 죽였고, 왕이 보낸 프랄람바와 무슈티카 레슬러도 죽였다. 크리슈나가 캄사를 죽일 때, 발라라마는 그의 강력한 사령관인 칼라바크라를 죽였다. 사악한 왕이 살해된 후, 발라라마와 크리슈나는 교육을 위해 우자인의 산디파니 현자의 아슈람으로 갔다. 발라라마는 카쿠드미 왕의 딸 레바티와 결혼했다. 그는 니샤타와 울무카 두 아들과 바찰라라고도 알려진 샤시레카라는 딸을 두었다.
발라라마는 크리슈나와 관련된 가축과 함께 농업의 구현체 중 하나인 경작자로 칭송된다. 쟁기는 발라라마의 무기이다. 바가바타 푸라나에서 그는 그것을 사용하여 아수라와 싸우고, 야무나강을 브린다반 가까이로 가져오기 위해 수로를 파고, 하스티나푸르 전체를 강가 강으로 끌어당기는 데도 사용했다.

### 쿠루크셰트라 전쟁
발라라마는 카우라바의 두료다나와 판다바의 비마에게 가다 전투 기술을 가르쳤다. 카우라바와 판다바 사이에 전쟁이 발발했을 때, 발라라마는 양측에 의무를 지고 있었으므로 중립을 유지했다. 그는 전쟁 중에 조카 프라듐나와 다른 야다바족들과 함께 순례를 떠났고, 마지막 날에 돌아와 제자들 간의 싸움을 관람했다. 비마가 두료다나의 허벅지를 곤봉으로 쳐서 전투 규칙을 위반했을 때, 발라라마는 비마를 죽이겠다고 위협했다. 이는 크리슈나가 발라라마에게 비마의 맹세를 상기시켜 막았는데, 두료다나의 허벅지를 비마의 아내 드라우파디에게 노출시킨 것을 으깨서 죽이겠다는 맹세였다.

### 실종
바가바타 푸라나에 따르면, 발라라마가 야두 왕조의 남은 부분의 파괴를 초래한 전투에 참여하고 크리슈나의 사라짐을 목격한 후, 그는 명상 상태로 앉아 이 세상을 떠났다고 한다.
일부 경전에서는 발라라마의 입에서 거대한 흰 뱀이 나왔다고 묘사하는데, 이는 비슈누의 형태인 아난타-셰샤로서의 그의 정체성을 나타낸다. 그가 떠난 곳은 구자라트주의 솜나트 사원 근처에 있다.
베라발의 현지인들은 사원 근처의 동굴에 대해 발라라마의 입에서 나온 흰 뱀이 그 동굴로 들어가 파탈라로 돌아갔다고 믿는다.

### 의미
힌두 전통에서 발라라마는 농부들의 수호신으로 묘사되며, "지식의 선구자", 농기구 및 번영을 의미한다. 그는 거의 항상 크리슈나와 함께 묘사되고 설명되는데, 예를 들어 버터를 훔치거나, 어린 시절 장난을 치거나, 야쇼다에게 아기 동생 크리슈나가 흙을 먹었다고 불평하거나, 소 외양간에서 놀거나, 구루 산디파니의 학교에서 함께 공부하거나, 캄사가 두 형제를 죽이기 위해 보낸 악랄한 짐승들과 싸우는 등의 모습으로 나타난다. 그는 크리슈나의 끊임없는 동반자이며, 항상 경계하며, 푸쉬티마르가 전통의 비슈누파에서 "룩 룩 다우지"(또는 룩 룩 다우바바)라는 별명을 얻게 되었다. 고전 타밀어 작품 아카나누루에서 크리슈나는 목욕하는 고피들의 옷을 훔칠 때 발라라마에게서 숨는데, 이는 그의 형의 경계심을 시사한다. 그는 농업인들을 위한 창의적인 지식의 보고이다: 야무나강 물을 브린다반으로 가져오기 위해 수로를 파고; 숲, 농장 및 숲을 복원하고; 상품과 음료를 생산하는 지식이다.
힌두 문헌에서 발라라마는 형태와 정신적으로 거의 항상 크리슈나를 지지한다. 그러나 발라라마와 크리슈나 사이의 대화가 다른 관점을 제시하며, 크리슈나의 지혜가 그를 궁극적인 신성으로 확립하는 경우가 있다. 발라라마와 크리슈나의 끊임없는 상징적 연관성은 그를 다르마의 수호자이자 지지자로 만든다.

## 도상학

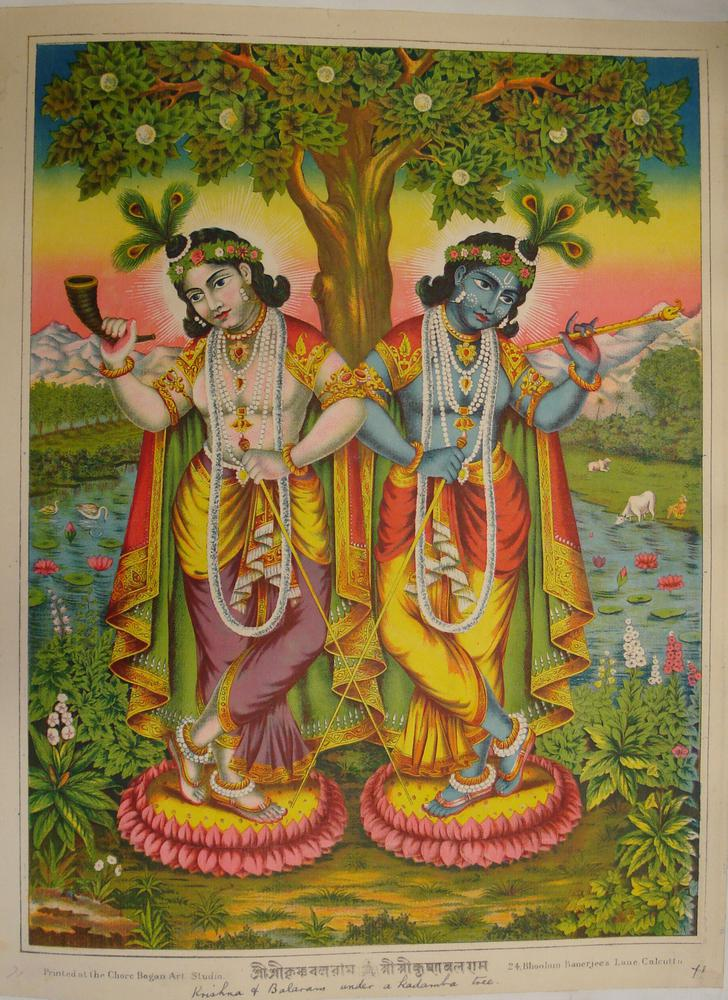
19세기 후반 벵갈에서 제작된 크리슈나와 발라라마 리소그래프. 발라라마는 쟁기 대신 가우디야 비슈누파에서 발라라마의 화신으로 숭배되는 니티아난다의 묘사를 바탕으로 샤이바 금욕주의자의 특징인 물소 뿔로 만든 나팔을 들고 있다.

발라라마는 피부가 밝게 묘사되며, 피부가 검은 동생 크리슈나와 대조된다. 산스크리트어로 크리슈나는 검다는 뜻이다. 그의 아유드하 또는 무기는 쟁기 할라와 철퇴 가다이다. 쟁기는 보통 발라치타라고 불린다. 그는 종종 푸른 옷과 숲의 꽃으로 만든 갈랜드를 착용한다. 그의 머리는 상투로 묶여 있고 귀걸이, 팔찌, 팔찌를 하고 있다. 그는 그의 힘으로 유명하며, 이것이 그의 이름의 이유이다. 발라(Bala)는 산스크리트어로 힘을 의미한다.
인도 동부 및 중부 지역에서 특히 인기 있는 자간나타 전통에서 그는 종종 발라바드라라고 불린다. 발라라마는 삼위일체의 하나이며, 발라라마는 그의 형제 자간나타(크리슈나)와 자매 수바드라와 함께 나타난다. 자간나타는 원형 눈으로 식별할 수 있으며, 수바드라는 타원형이고 발라라마의 추상적인 아이콘은 아몬드 모양의 눈을 가지고 있다. 또한 발라라마의 얼굴은 흰색이고, 자간나타의 아이콘은 어둡고, 수바드라의 아이콘은 노란색이다. 세 번째 차이점은 자간나타 아이콘의 평평한 머리이며, 추상적인 발라라마의 반원형으로 조각된 머리와 대조된다. 이 지역에서 발라라마 또는 발라데바라고도 불리는 발라바드라의 머리 모양은 일부 사원에서 다소 평평하거나 반원형으로 다양하다.

### 조각품

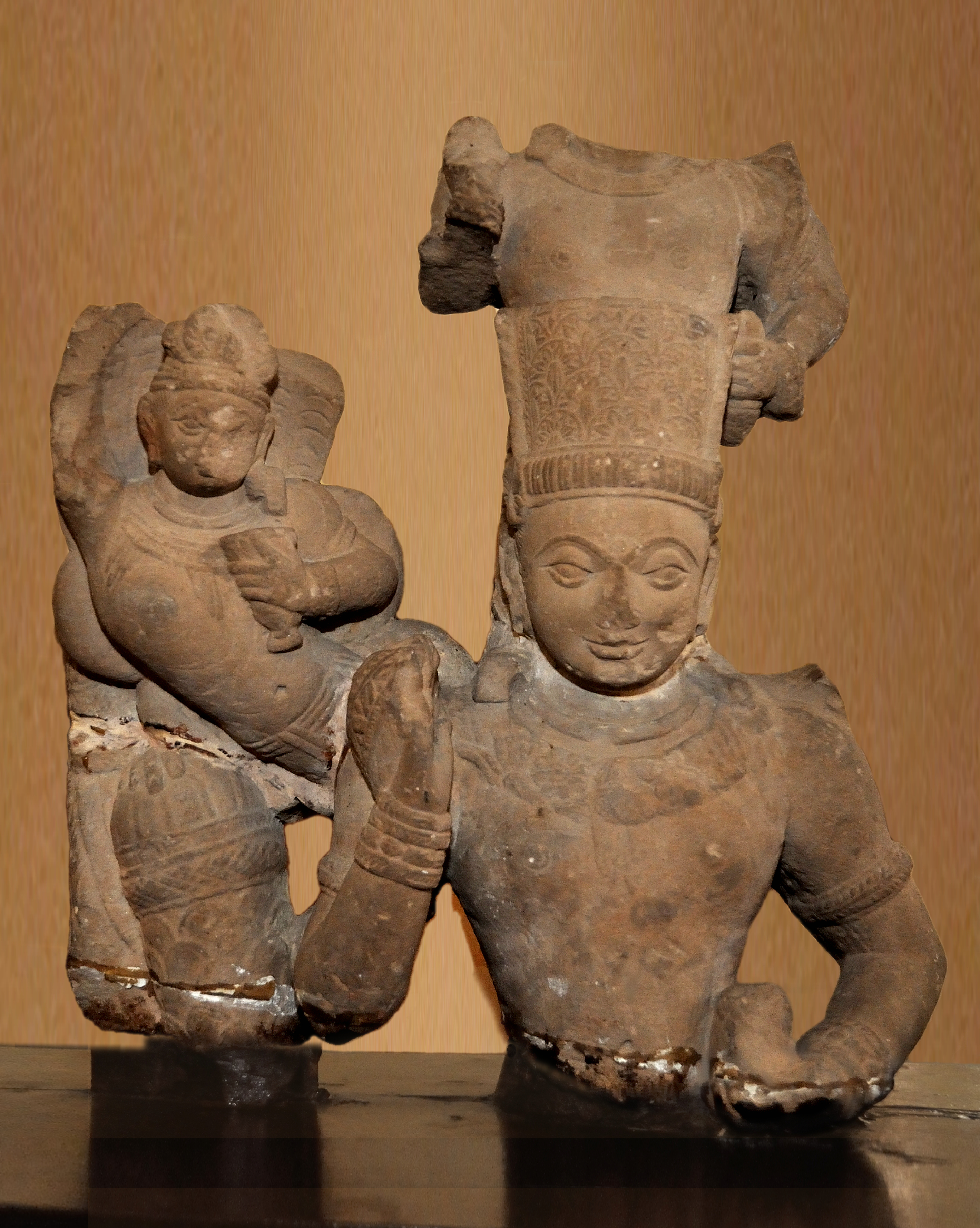
차투르 뷰하: 2세기 CE, 마투라 미술. 바수데바 크리슈나의 오른쪽에 뱀 후드와 술잔을 든 발라라마.
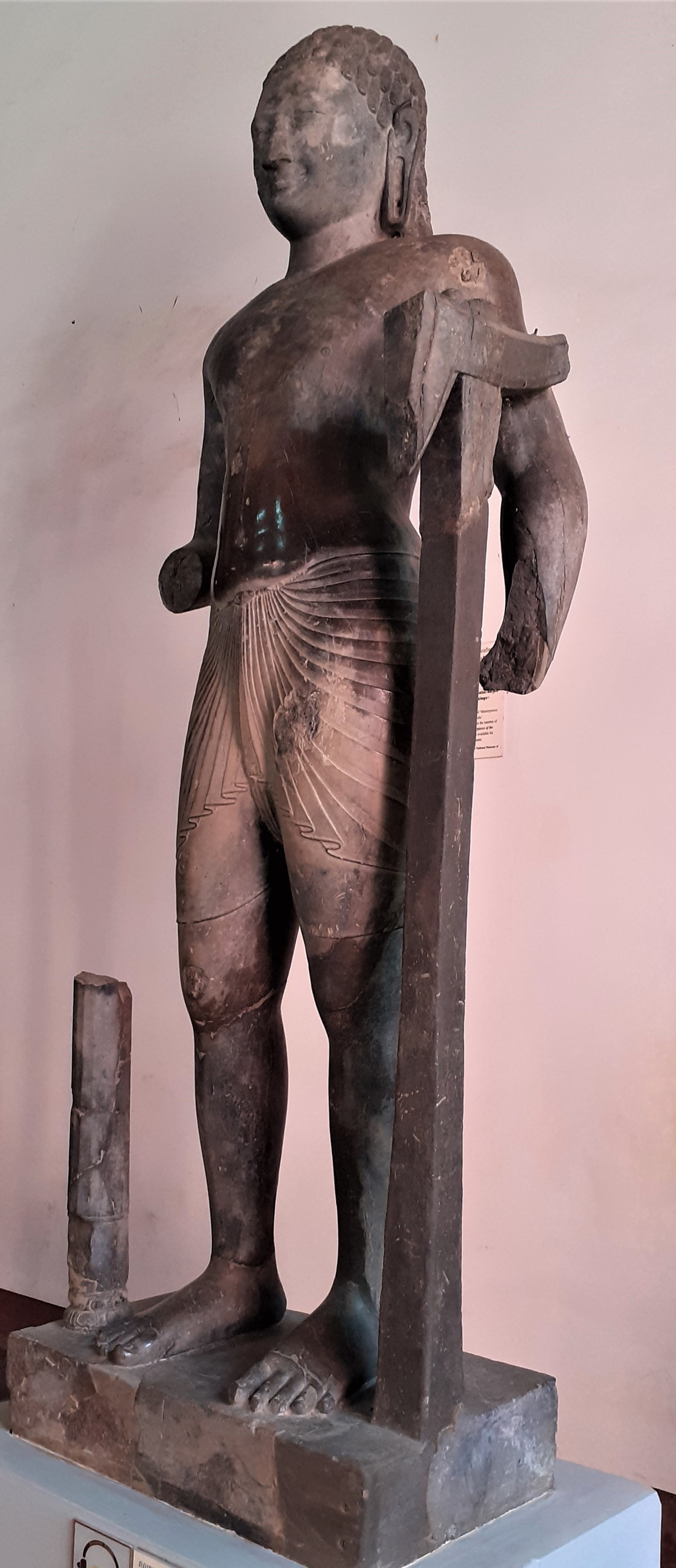
6세기 캄보디아 타케오 앙코르 보레이 프놈다 출토 발라라마. 현재 캄보디아 국립박물관 소장.
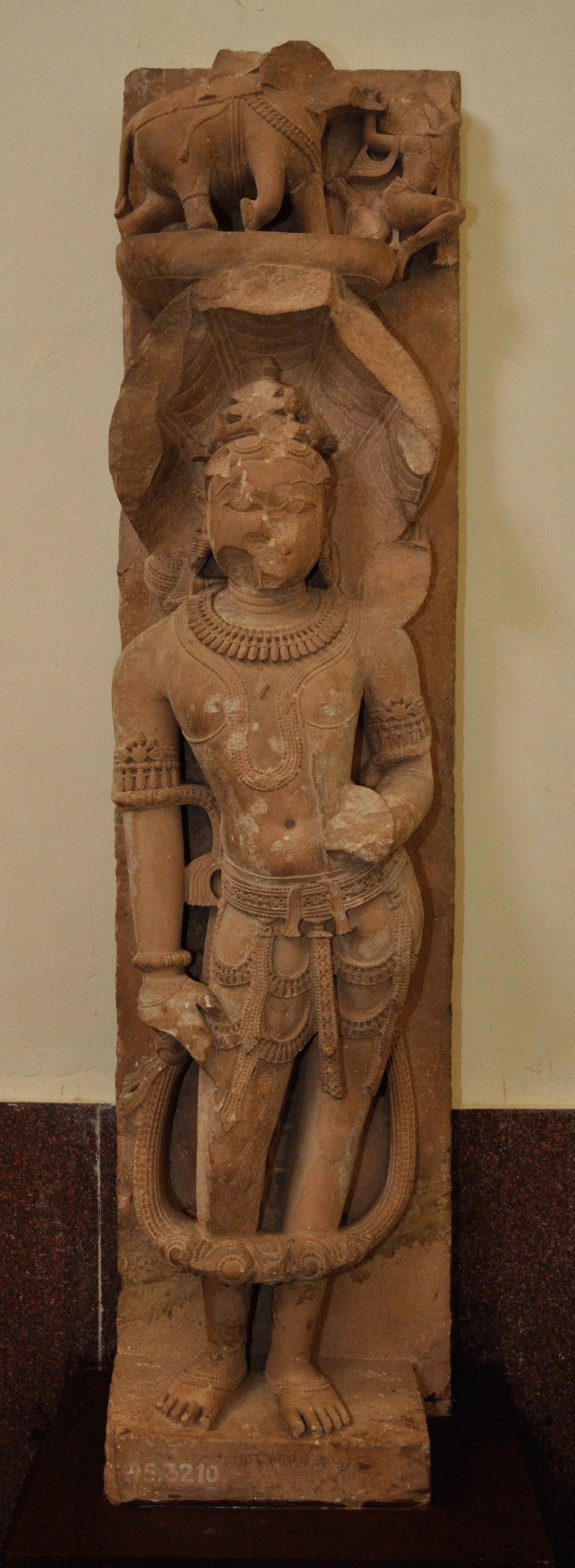
발라라마, 중세 시대, 마투라
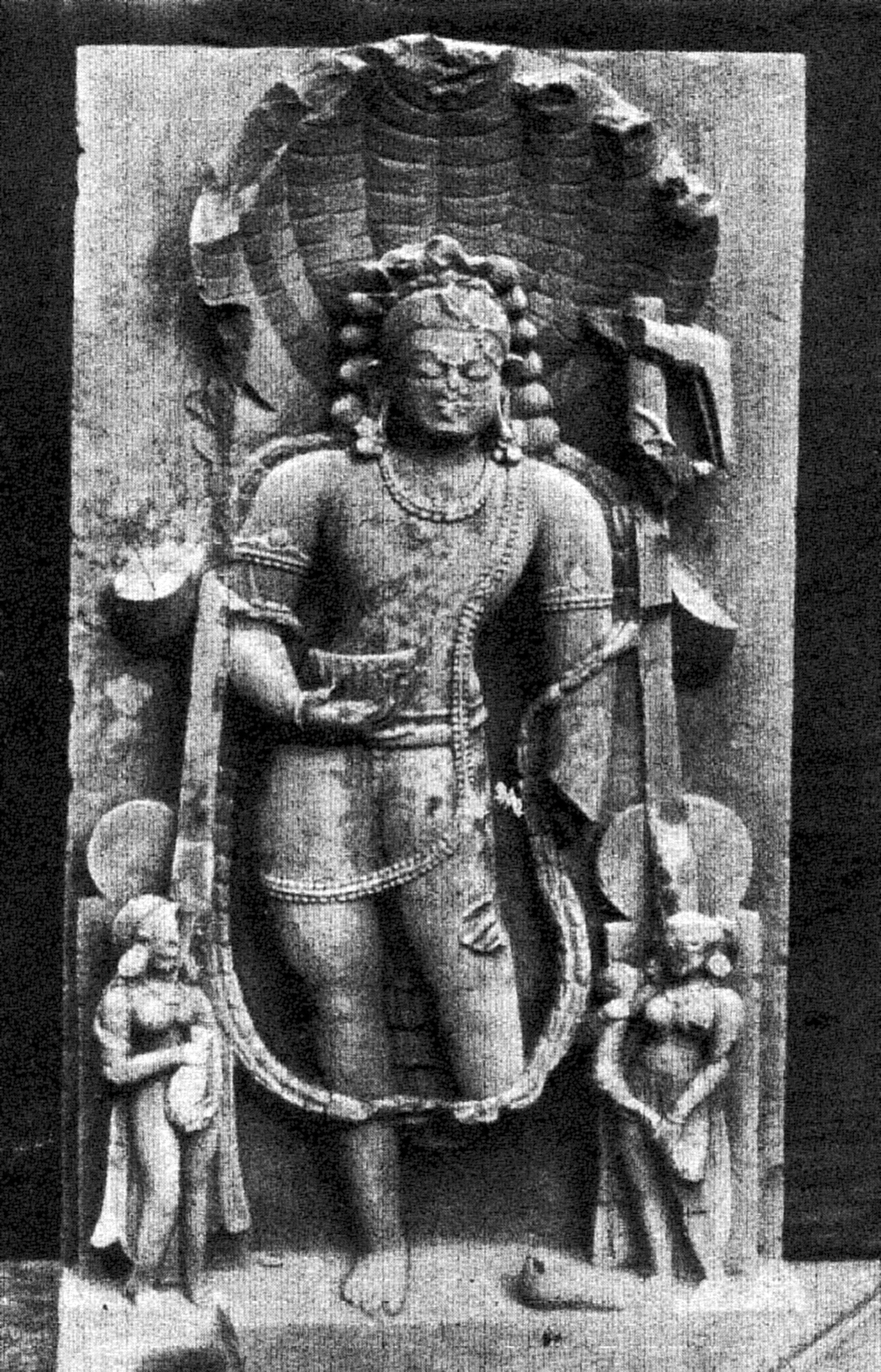
바도에서 온 발라라마, 중세 시대
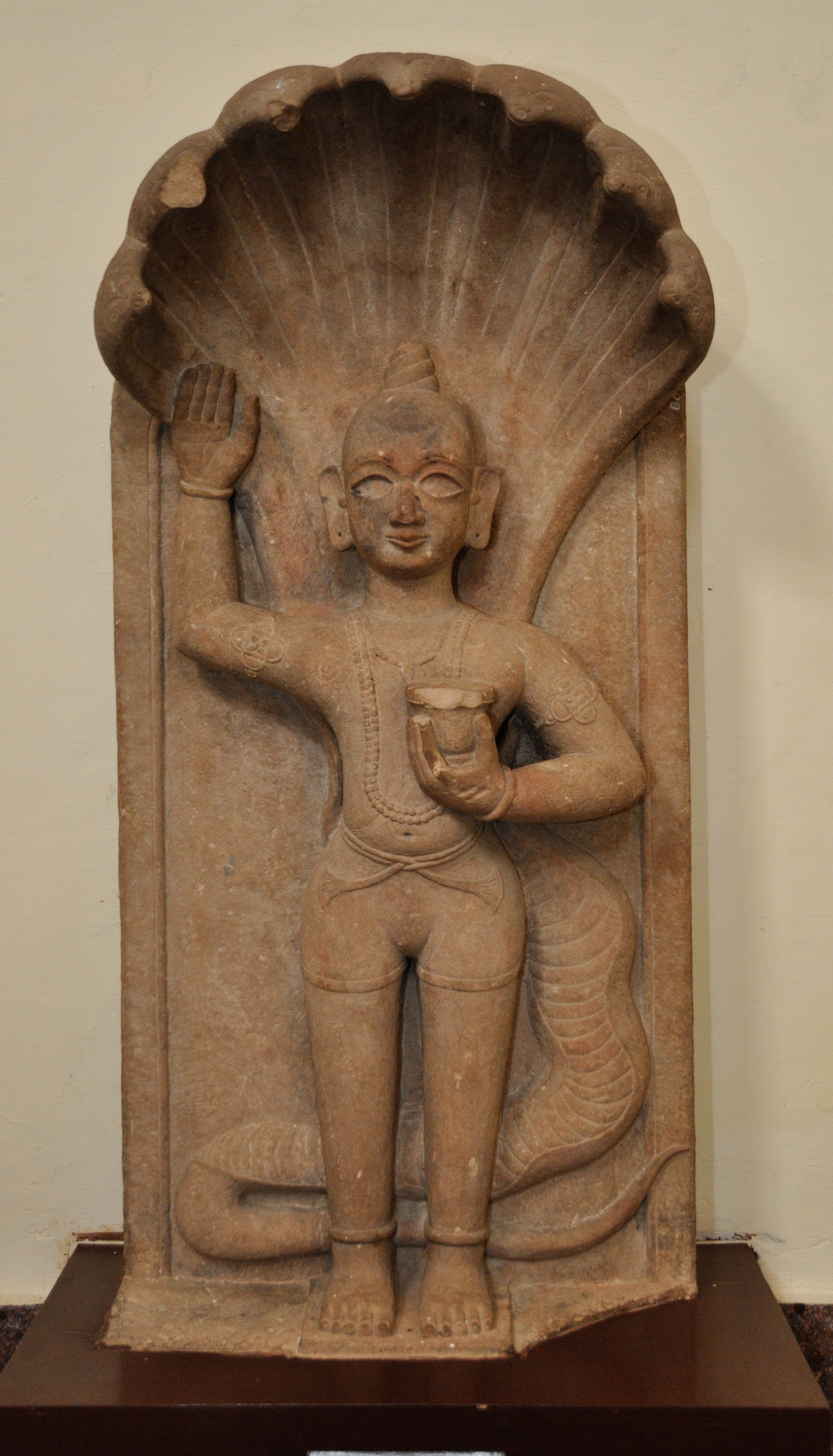
발라라마, 18세기, 마투라

### 사원
- 오디샤주 켄드라파라, 발라데브쥬 사원
- 아난타 바수데바 사원
- 네팔 카트만두 사원[61]
- 우타르프라데시주 하트라스, 슈리 다우지 만디르[62]

## 힌두교 이외의 종교

### 자이나교
자이나교의 푸라나, 특히 헤마찬드라의 트리샤쉬티샬라카푸루샤차리타는 샬라카푸루샤(문자적으로 횃불을 든 자, 위대한 인물)로 여겨지는 아홉 명의 발라데바 또는 발라바드라에 대한 전기적 설명을 담고 있다. 발라라마는 아홉 번째였다. 자이나교도들은 발라라마와 크리슈나를 숭배받는 티르탕카라 네미나타 (아리스타네미)의 사촌으로 여긴다.
자이나교 전통은 63명의 샬라카푸루샤 또는 주목할 만한 인물들을 나열하는데, 여기에는 24명의 티르탕카라와 9쌍의 삼위일체가 포함된다. 이 삼위일체 중 하나는 바수데바인 크리슈나, 발라데바인 발라라마, 그리고 프라티-바수데바인 자라산다이다. 자이나교 순환 시간의 각 시대에는 발라데바라고 불리는 형제를 가진 바수데바가 태어난다. 이 삼위일체 사이에서 발라데바는 자이나교의 핵심 사상인 비폭력 원칙을 지지한다. 악당은 세상을 파괴하려는 프라티-바수데바이다. 세상을 구하기 위해 바수데바-크리슈나는 비폭력 원칙을 포기하고 프라티-바수데바를 죽여야 한다. 이 삼위일체의 이야기는 지나세나의 하리밤샤 푸라나 (8세기 CE)와 헤마찬드라의 트리샤스티-샬라카푸루샤-차리타에서 찾을 수 있다.

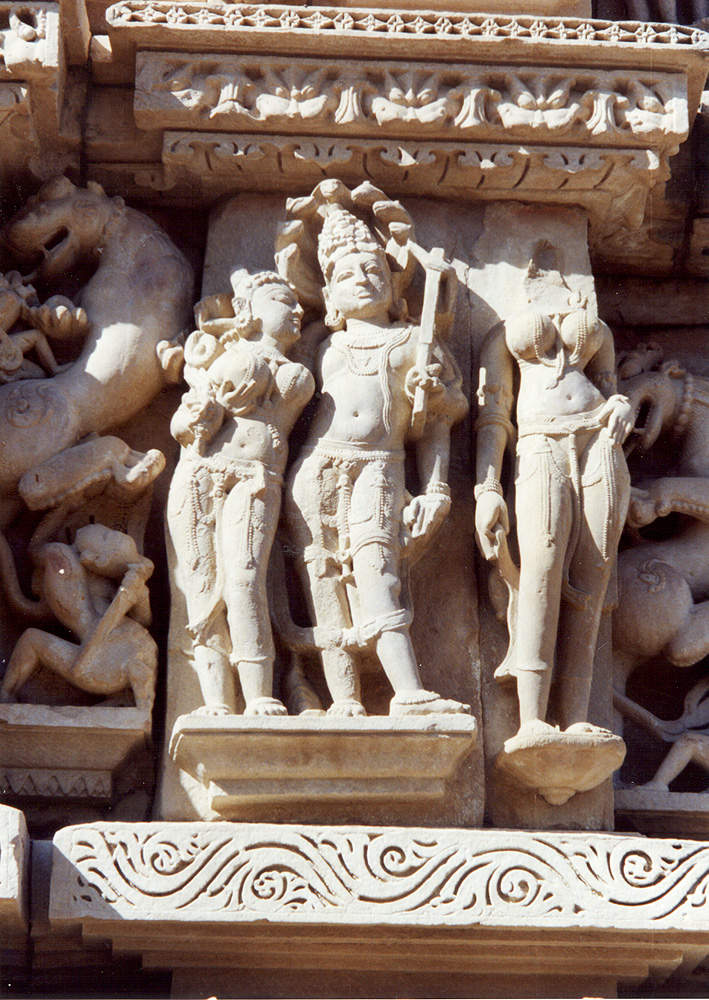
카주라호 기념물군 파르스바나타 자이나 사원에서 왼손에 쟁기를 든 발라라마.

자이나교 푸라나에 나오는 크리슈나의 삶 이야기는 힌두 경전과 동일한 일반적인 개요를 따르지만, 세부 사항에서는 매우 다르다. 여기에는 자이나교 티르탕카라가 이야기의 등장인물로 포함되며, 마하바라타, 바가바타 푸라나, 비슈누 푸라나에서 발견되는 버전과는 달리 일반적으로 크리슈나에 대해 논쟁적으로 비판적이다. 예를 들어, 자이나교 버전에서는 크리슈나가 전투에서 지고, 그의 고피스와 야다바족은 드바이파야나라는 금욕주의자가 만든 불에 타 죽는다. 마찬가지로, 자라라는 사냥꾼의 화살에 맞아 죽은 후, 자이나교 경전은 크리슈나가 자이나 우주론의 세 번째 지옥으로 간다고 기술하는 반면, 발라라마는 여섯 번째 천국으로 간다고 한다.
다른 자이나교 문헌에서는 크리슈나와 발라데바가 스물두 번째 티르탕카라인 네미나타의 사촌이라고 명시되어 있다. 자이나교 문헌은 네미나타가 크리슈나에게 그가 나중에 아르주나에게 바가바드 기타에서 전해줄 모든 지혜를 가르쳤다고 기술한다. 자이나교 출판물로 유명한 종교학 교수 제프리 D. 롱에 따르면, 크리슈나와 네미나타 사이의 이러한 연결은 자이나교도들이 바가바드 기타를 영적으로 중요한 텍스트로 받아들이고, 읽고, 인용하며, 크리슈나 관련 축제를 축하하고, 영적 사촌으로서 힌두교도들과 교류하는 역사적인 이유가 되어왔다.
패트릭 올리벨 및 다른 학자들은 초기 자이나교와 관련된 증거에 따르면 발라라마가 마투라 지역과 같은 인도 아대륙 일부 지역에서 자이나교 전통에서 중요한 농부 신이었다고 말한다. 칼파 수트라와 같은 자이나교 문헌들은 발라라마의 힌두 문헌과 동일한 배아 이식 개념을 24번째 티르탕카라 마하비라에 대해서도 기술한다. 후자의 경우, 브라만 여성의 배아가 크샤트리아 여성의 자궁으로 옮겨진다. 프라타파디티야 팔은 발라라마가 암비카, 락슈미 등과 함께 자이나교에서 숭배되던 역사적인 신들 중 하나였다고 말한다. 폴 던다스와 다른 학자들에 따르면, 힌두교 농부들과 마찬가지로, 기원 초기 몇 세기 동안 발라라마가 자이나교 농부들의 수호신이었을 가능성이 높다. 왜냐하면 초기 자이나교 예술에서 많은 발라라마 이미지가 발견되었기 때문이다.

### 불교
발라라마 이미지는 안드헤르, 메흐가온, 찬드나의 산치 스투파스와 같은 중앙 인도 불교 유적지에서 발견되었다. 이들은 기원 초기로 추정된다. 불경의 일부를 이루는 자타카 이야기 중 하나인 가타 자타카는 크리슈나를 붓다의 제자 사리푸타의 전생으로, 발라라마를 붓다의 제자 중 한 명의 전생으로 묘사한다.

### 서지
- Beck, Guy L. (Ed.) (2005). 《Alternative Krishnas: Regional and Vernacular Variations on a Hindu Deity》. SUNY Press. ISBN 0-7914-6415-6.
- Doniger, Wendy (1993). 《Purana Perennis: Reciprocity and Transformation in Hindu and Jaina Texts》. 뉴욕 주립 대학교 출판부. ISBN 0-7914-1381-0.
- Singh, Upinder (2016), 《A History of Ancient and Early Medieval India: From the Stone Age to the 12th Century》, 피어슨 에듀케이션, ISBN 978-93-325-6996-6